# Black Caesar
Black Caesar è un album di James Brown registrato come colonna sonora del film Black Caesar - Il Padrino nero e pubblicato nel 1973. Il disco vede la presenza anche di The J.B.'s e Lyn Collins. Si tratta della prima esperienza di Brown con una colonna sonora.

## Tracce
1. Down and Out in New York City (Bodie Chandler, Barry De Vorzon) - 4:43
2. Blind Man Can See It (James Brown, Charles Bobbit, Fred Wesley) - 2:18
3. Sportin' Life (Brown, Bobbit, Wesley) - 3:50
4. Dirty Harri (Brown) - 1:29
5. The Boss (Brown, Bobbit, Wesley) - 3:14
6. Make It Good to Yourself (Brown, Bobbit, Wesley) - 3:18
7. Mama Feelgood (eseguita da Lyn Collins) (Brown, Lyn Collins) - 3:29
8. Mama's Dead (Brown, Wesley) - 4:47
9. White Lightning (I Mean Moonshine) (Brown, Bobbit, Wesley) - 2:40
10. Chase (Brown, Bobbit, Wesley, Jan Hammer) - 2:38
11. Like It Is, Like It Was (Brown) - 3:51

## Classifica
| Classifica (1973)             | Posizione |
| ----------------------------- | --------- |
| U.S. Billboard Top LPs & Tape | 31        |
| U.S. Best Selling Soul LPs    | 2         |